# Saga o Frithjofie Dzielnym
Saga o Frithjofie Dzielnym (isl. Friðþjófs saga hins frœkna) – islandzka saga nieznanego autora.

## Charakterystyka
Utwór należy do nurtu tzw. fornaldarsögur, tzn. sag dotyczących najdawniejszych, pogańskich jeszcze czasów historii. Ich akcja lokowana była częstokroć na terenach Norwegii i miała norweskich bohaterów (wikingów normańskich, których obraz życia zwykle idealizowano). Sagę o Frithjofie Dzielnym napisano około roku 1300. Opisuje ona zdarzenia od połowy VIII do połowy IX wieku, lokując je w regionie Sogn. Jest dziełem stosunkowo krótkim, składając się z dwunastu rozdziałów. Uchodzi za najlepszą artystycznie oraz literacko sagę o czasach wikińskich.

## Treść
Król Beli miał trójkę dzieci: Helgiego, Halfdana i córkę Ingibjorg. Czwarty bohater to Frithjof, syn chłopa, Thorsteina Vikingssona. Beli nakazał swojemu potomstwu zgodę z Frithjofem, ale po śmierci króla jego dzieci nie spełniły tej woli. Ingibjorg bracia wydali za króla Hringa, mimo że od dzieciństwa kochał się w niej Frithjof. Frithjofa wyekspediowali na Orkady, jako poborcę podatkowego, a w trakcie jego nieobecności spalili jego dwór. Frithjof, dowiedziawszy się o tym, wyruszył na wyprawę łupieżczą i został bliskim przyjacielem króla Hringa. Po dość młodej śmierci Hringa ożenił się z Ingibjorg. Zrezygnował z panowania nad królestwem Hringa i wrócił do Sogn. Objął królestwo, zabił Helgiego, a Halfdana uczynił swoim wasalem.
Dwa motywy stanowią główne motory napędowe sagi: miłość Frithjofa i Ingibjorgi oraz niegodziwość jej braci. Kompozycja dzieła jest bardzo dobra, przejrzysta, zwarta i równomierna. Wyrazisty nastrój osiągany jest oszczędnymi środkami. Efekty epickie są znakomite. Postacie są zindywidualizowane, a ich charakterystyka bardzo drobiazgowa. Nieznany autor do pogańskich czasów implikował niektóre chrześcijańskie normy etyczne. 
Na motywach sagi Esaias Tegnér stworzył w 1825 romantyczny poemat pod tym samym tytułem.